# Pavarotti & Friends
Il Pavarotti & Friends  è stato un evento musicale benefico organizzato per dieci edizioni tra il 1992 e il 2003 a Modena dal tenore Luciano Pavarotti assieme alla seconda moglie Nicoletta Mantovani per sostenere cause umanitarie.
L'evento musicale si teneva negli stessi giorni in cui si svolgeva il concorso internazionale di salto ostacoli di San Marino - Pavarotti International (istituito nel 1991), organizzato presso il Club Europa 92 di Modena dallo stesso cantante, il quale era molto appassionato di cavalli.

## Origine
Prima del 1992 non vi era mai stata alcuna collaborazione del tenore con un cantante di musica leggera, finché nel febbraio di quell'anno Zucchero Fornaciari non gli propose una partecipazione nella canzone Miserere, da lui composta. Zucchero, ne Il suono della domenica - Il romanzo della mia vita, racconta della riluttanza iniziale di Pavarotti nella partecipazione alla canzone, a causa del fatto che il tenore non aveva mai duettato con un artista moderno. Zucchero e il suo manager Michele Torpedine riuscirono a convincere Pavarotti a registrare il brano nell'agosto del 1992 e il risultato fu molto innovativo e ben riuscito. Da tale collaborazione è scaturita la serie di numerose altre collaborazioni del Pavarotti & Friends, iniziato nel settembre dello stesso anno.

## Organizzazione
La formula dell'evento consisteva nell'invitare a Modena diversi famosi cantanti italiani e internazionali del mondo del pop, rap, rock e jazz, per duettare con il tenorissimo sia con i loro successi di musica leggera sia con pezzi di musica lirica, a volte fondendo i due generi all'interno di jam session.
Il concerto era organizzato all'interno del Parco Novi Sad, di fronte al Foro Boario, ed era trasmesso in diretta televisiva dalla Rai. Il ricavato della manifestazione, proveniente dalla vendita dei biglietti e soprattutto dalle donazioni telefoniche e via SMS del pubblico televisivo, era destinato a progetti di solidarietà internazionale a favore dei bambini vittime delle guerre.
Per ognuna delle dieci edizione del Pavarotti & Friends furono realizzati una raccolta e un DVD, pubblicati da London Records e Decca Records. Nel novembre 2002 venne messo in commercio il DVD Pavarotti & Friends Collection: The Complete Concerts, 1992-2000, in cui erano raccolti le prime otto edizioni della manifestazione.
I testi del Pavarotti & Friends delle edizioni 1994, 1995, 1996 e 1998 erano di Carla Vistarini.

## Critiche sulle scelte musicali
L'evento musicale promosso da Luciano Pavarotti fu al centro di alcune polemiche dei critici musicali classici, che non vedevano favorevolmente la novità delle sperimentazioni e degli accostamenti musicali bizzarri del grande tenore con il mondo della musica pop durante questi concerti di beneficenza, come ad esempio la contaminazione fra Mattinata di Leoncavallo inframmezzata a Serenata Rap di Jovanotti.
A tal proposito Pavarotti rispose che: «Alcuni dicono che la parola "pop" è sinonimo di "non importante": io non accetto questo. Se la parola "classica" è la parola per dire "noioso", io non lo accetto. Esiste musica buona e cattiva». Il tenorissimo era però anche molto ironico su questo aspetto: durante una prova generale del concerto rispose ad Andrea Bocelli, che si stava lamentando del rumore assordante di un gruppo rock che dava noia a lui quanto sicuramente al padrone di casa, dicendo invece che a lui non dava certo fastidio, perché teneva i tappi nelle orecchie.

## Polemiche sulla gestione delle donazioni
Oltre alle scelte musicali, fu criticata anche la gestione della raccolta delle donazioni pubbliche. Nel 1998 la trasmissione Report di Rai 3, in un'inchiesta sulle manifestazioni benefiche televisive, scoprì che il Pavarotti & Friends era l'unico che non rendeva pubblico il bilancio "per motivi di privacy delle aziende".. In una successiva puntata si andò a verificare anche che, a distanza di sei anni, il villaggio per i bambini in Liberia per il quale si erano raccolti i fondi nell'edizione del 1998 del Pavarotti & Friends non era stato ancora costruito.
Nel 2000 la rete televisiva Channel Four e quotidiano The Guardian scoprirono uno scandalo sulla malagestione dell'associazione inglese di beneficenza War Child, alla quale erano stati versati i ricavati delle serate (10 milioni di dollari), accusata di presunte tangenti, frodi e sperperi di denaro. Il 29 maggio il telegiornale Studio Aperto mandò in onda un servizio nel quale si denunciava che il Centro musicale Pavarotti, realizzato nel 1997 a Mostar, in Bosnia, aveva costi di gestione così elevati che non veniva organizzata alcuna attività didattica ed era inutilizzato. La procura di Modena aprì un'inchiesta per la presunta evasione fiscale e dei diritti SIAE derivanti dalla vendita dei biglietti.
A seguito della bufera mediatica, Luciano Pavarotti (che era completamente estraneo alla gestione dell'associazione inglese) decise di tagliare i rapporti con War Child, pur continuando le iniziative benefiche a favore dei bambini vittime della guerra, supportando le opere del Ciai (Centro italiano d'aiuto all'infanzia), dell'Alto commissariato delle Nazioni Unite per i rifugiati e dell'associazione Music for Peace.

## Edizioni

### Pavarotti & Friends (1992)

Da sinistra, il giornalista Vincenzo Mollica, Luciano Pavarotti, Lucio Dalla e Zucchero Fornaciari durante il primo Pavarotti & Friends nel 1992

La prima edizione del Pavarotti & Friends venne organizzata il 27 settembre 1992 per raccogliere fondi per la lotta all'anemia mediterranea. Il concerto vide la presenza, tra gli ospiti internazionali, di Sting, Bob Geldof, Brian May, Eric Clapton e Mike Oldfield. L'album della serata fu venduto in 1,5 milioni di copie nel mondo, di cui 120 000 copie negli Stati Uniti.
Le registrazioni audio ed i mixaggi furono effettuati in diretta da Maurizio Maggi con lo studio mobile MobilOne. La produzione video fu effettuata dalla Rai con la regia di Luigi Martelli.
- Orchestra da Camera "Arcangelo Corelli" Aldo Sisili
- Direttore d'orchestra - Michael Kamen
- Sting, con cui Pavarotti ha interpretato Panis Angelicus
- Zucchero Fornaciari, con cui Pavarotti ha interpretato Miserere
- Lucio Dalla, con cui Pavarotti ha interpretato Caruso
- Brian May - Too Much Love Will Kill You
- Mike Oldfield - Sentinel
- Bob Geldof - Room 19 (Sha La La La Lee)
- Suzanne Vega - In Liverpool
- Neville Brothers - One More Day
- Aaron Neville - Ave Maria, Ellens Gesang III, D839
- Patricia Kaas - Les Hommes Qui Passent
- Sting - It's Probably Me e Muoio per te, interpretata con Zucchero Fornaciari
- Zucchero Fornaciari - L'urlo
- Luciano Pavarotti - Rigoletto (atto III) - La donna è mobile

### Pavarotti & Friends 2 (1994)
La seconda edizione si svolse il 13 settembre 1994, insieme a Bryan Adams, Andreas Vollenweider, Nancy Gustafson, Giorgia e Andrea Bocelli. Venne venduto un milione di copie del disco della serata.
- Orchestra del Teatro Comunale di Bologna
- Direttori d'orchestra - Leone Magiera e Michael Kamen
- Testi: Carla Vistarini
- Anita Baker - Body and Soul
- Luciano Pavarotti - Chitarra romana
- Nancy Gustafson, Moon River, con cui Pavarotti ha interpretato Verranno a te
- Nancy Gustafson - Il fantasma dell'Opera, All I Ask Of You
- Andrea Bocelli - Mattinata
- Giorgia, con cui Pavarotti ha interpretato Santa Lucia luntana
- Andreas Vollenweider - Night Fire Dance
- Luciano Pavarotti, Nancy Gustafson - Lucia di Lammermoor (atto I) - Qui di sposa eterna...Ah! Verranno a te sull'aure
- Bryan Adams - Please Forgive Me
- Giorgia - Who Wants to Live Forever
- Andrea Bocelli con cui Pavarotti ha interpretato Notte 'e Piscatore
- Nancy Gustafson - Rusalka (Op.114, atto I) - O Silver Moon
- Bryan Adams, con cui Pavarotti ha interpretato 'O sole mio
- Luciano Pavarotti e Andreas Vollenweider - Ave Maria e Dolce Maria
- Andrea Bocelli, Bryan Adams, Giorgia, Nancy Gustafson, Andreas Vollenweider e Luciano Pavarotti - All for Love
- Bryan Adams, Andrea Bocelli, Giorgia, Nancy Gustafson, Andreas Vollenweider e Luciano Pavarotti - La traviata (atto I): Libiamo ne' lieti calici (Brindisi)

### Pavarotti & Friends together for the children of Bosnia (1995)
La terza edizione si svolse il 12 settembre 1995 per raccogliere fondi a favore dell'associazione inglese War Child e in particolare per realizzare il Centro musicale Pavarotti di Mostar per i bambini vittime della guerra in Bosnia. Il concerto, a cui assistette anche Lady Diana Spencer, vide la partecipazione di Bono, Meat Loaf, Simon Le Bon, Michael Bolton, The Edge, Brian Eno e Dolores O'Riordan.. Ha venduto 60 000 copie in Argentina
- Orchestra Filarmonica di Torino
- Direttori d'orchestra Michael Kamen e Marco Armiliato
- Testi: Carla Vistarini
- Passengers (Bono Vox, The Edge, Brian Eno), con cui Pavarotti ha interpretato Miss Sarajevo
- Jovanotti, con cui Pavarotti ha interpretato Mattinata
- Dolores O'Riordan, con cui Pavarotti ha interpretato Ave Maria
- Michael Bolton, con cui Pavarotti ha interpretato Vesti la giubba
- Simon Le Bon, con cui Pavarotti ha interpretato Ordinary World
- Meat Loaf, con cui Pavarotti ha interpretato Torna a Surriento
- The Chieftains, con cui Pavarotti ha interpretato Funiculì funiculà
- Piccolo Coro dell'Antoniano, Luciano Pavarotti e Zucchero Fornaciari hanno interpretato Così celeste, Gam Gam e Clap Clap
- Zucchero Fornaciari, con cui Pavarotti ha interpretato Così celeste
- Nenad Bach - Can We Go Higher?
- Zucchero Fornaciari - Per colpa di chi
- Passengers - One
- Dolores O'Riordan e Simon Le Bon - Linger
- Jovanotti - Penso positivo
- Meat Loaf - Heaven Can Wait
- The Chieftains - The Long Black Veil
- Alla fine del concerto, tutti insieme hanno cantato Nessun dorma
- Claude Barzotti Le rital

### Pavarotti & Friends for war child (1996)

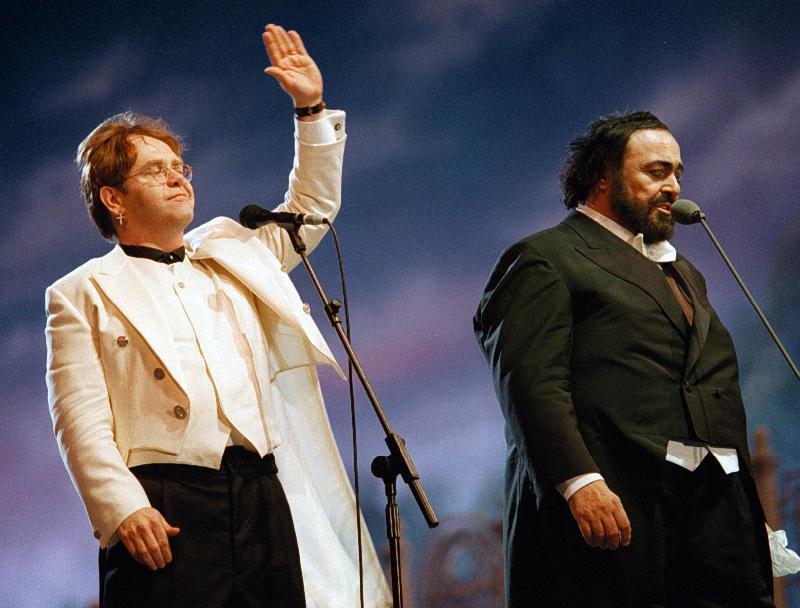
Elton John con Luciano Pavarotti a Modena nel 1996

La quarta edizione venne organizzata l'8 giugno 1996, anche in questo caso per aiutare i progetti dell'associazione War Child in Bosnia.
Gli ospiti d'onore della serata furono Elton John, Sheryl Crow, Eric Clapton, Liza Minnelli e Joan Osborne.. È arrivato diciannovesimo in Danimarca
- Orchestra Filarmonica di Torino
- Direttori d'orchestra Marco Armiliato e Jose Molina
- Testi: Carla Vistarini
- Elton John, con cui Pavarotti ha interpretato Live like Horses
- Eric Clapton, Luciano Pavarotti ed East London Gospel Choir - Holy Mother
- Ligabue, con cui Pavarotti ha interpretato Certe notti
- Liza Minnelli, con cui Pavarotti ha interpretato Theme from New York, New York
- Piero Pelù, con cui Pavarotti ha interpretato I' te vurria vasà accompagnati da Paco de Lucía, Al Di Meola e John McLaughlin
- Sheryl Crow, con cui Pavarotti ha interpretato Là ci darem la mano
- Edoardo Bennato e Solis String Quartet - Le ragazze fanno grandi sogni
- Joan Osborne, con cui Pavarotti ha interpretato Gesù bambino
- The Kelly Family, con cui Pavarotti ha interpretato Ave Maria
- Jon Secada, con cui Pavarotti ha interpretato Granada
- Joan Osborne - Saint Teresa
- Elton John - I Guess That's Why They Call It the Blues
- Zucchero Fornaciari - Il volo e Un piccolo aiuto, accompagnato da Eric Clapton
- Sheryl Crow e Eric Clapton - Run Baby Run
- Jon Secada - Angel
- Liza Minnelli - Long Ago/I Have Dreamed
- Litfiba - Spirito
- Eric Clapton - Third Degree
- Joan Osborne, Luciano Pavarotti e East London Gospel Choir - Gesù bambino
- Trio di chitarre: Paco de Lucía, Al Di Meola, John McLaughlin - Mediterranean Sundance

### Pavarotti & Friends for the children of Liberia (1998)
A distanza di due anni, il 9 giugno 1998 si tenne la quinta edizione del Pavarotti & Friends, per raccogliere fondi sempre per l'associazione inglese War Child, ma questa volta a favore dei bambini orfani di guerra della Liberia. Al concerto, che fu diretto sotto la regia di Spike Lee, si esibirono Stevie Wonder, Céline Dion, Jon Bon Jovi, le Spice Girls, Trisha Yearwood, Natalie Cole e The Corrs.
- Orchestra Filarmonica di Torino
- Direttori d'orchestra Marco Boemi and Jose Molina
- Testi: Carla Vistarini
- Eros Ramazzotti, con cui Pavarotti ha interpretato Se bastasse una canzone
- Spice Girls, con cui Pavarotti ha interpretato Viva Forever
- Céline Dion, con cui Pavarotti ha interpretato I Hate You Then I Love You
- The Corrs, con cui Pavarotti ha interpretato 'O surdato 'nnammurato
- Pino Daniele, con cui Pavarotti ha interpretato Napule è
- Jon Bon Jovi, con cui Pavarotti ha interpretato Let It Rain
- Stevie Wonder, con cui Pavarotti ha interpretato Peace wanted just to be free
- Natalie Cole, con cui Pavarotti ha interpretato Tonight
- Vanessa Williams, con cui Pavarotti ha interpretato Non ti scordar di me
- Florent Pagny, con cui Pavarotti ha interpretato La donna è mobile
- Trisha Yearwood, con cui Pavarotti ha interpretato Adeste fideles
- Zucchero Fornaciari, con cui Pavarotti ha interpretato Va pensiero
- Spice Girls - Stop
- Trisha Yearwood - How Do I Live
- Stevie Wonder - Higher Ground
- Vanessa Williams - Betcha Never
- Eros Ramazzotti - Adesso Tu
- Natalie Cole - Let's Face The Music And Dance
- Florent Pagny - Place Pour Moi
- The Corrs - Dreams
- Céline Dion - My Heart Will Go On
- Zucchero Fornaciari - Menta e rosmarino
- Frédéric François - Volare

### Pavarotti & Friends for Guatemala & Kosovo (1999)
La sesta edizione del P&F del 1º giugno 1999 raccolse un milione di dollari a favore dell'associazione War Child per iniziative a favore dei rifugiati minorenni in Guatemala e Kosovo. Tra i cantanti ospiti vi furono Laura Pausini, Mariah Carey, Ricky Martin, B.B. King, Joe Cocker, i Boyzone, Lionel Richie, Gianni Morandi, Renato Zero e Gloria Estefan, tra gli altri.
- Orchestra Sinfonica Italiana
- Direttori d'orchestra - Leone Magiera, Jose Molina e Renato Serio
- B.B. King, con cui Pavarotti ha interpretato The Thrill Is Gone
- Joe Cocker, con cui Pavarotti ha interpretato You Are So Beautiful
- Ricky Martin, con cui Pavarotti ha interpretato Mamma
- Laura Pausini, con cui Pavarotti ha interpretato Tu che m'hai preso il cuor
- Renato Zero, con cui Pavarotti ha interpretato Il cielo
- Alex Britti, con cui Pavarotti ha interpretato You're So Beautiful
- Gianni Morandi, con cui Pavarotti ha interpretato Maria, Mari
- Lionel Richie, con cui Pavarotti ha interpretato The Magic of Love
- Mariah Carey, con cui Pavarotti ha interpretato Hero
- Gloria Estefan, con cui Pavarotti ha interpretato Fiorin fiorello
- Boyzone, con cui Pavarotti ha interpretato No Matter What
- Gloria Estefan, con cui Pavarotti ha interpretato Mi tierra
- Lionel Richie, con cui Pavarotti ha interpretato All Night Long
- Boyzone, con cui Pavarotti ha interpretato You Needed Me
- Mariah Carey - My All
- Laura Pausini - One More Time
- Zucchero Fornaciari, con cui B.B. King ha interpretato Hey Man
- Joe Cocker - You Can Leave Your Hat On e With a Little Help from My Friends (con Zucchero Fornaciari)
- Ars Canto G.Verdi and Guatemala Choir - Let The Good Times Roll
- Zucchero Fornaciari - You make me feel loved
- Hervé Vilard - Mamma Mia

Alla fine del concerto tutti insieme cantano We Are The World

### Pavarotti & Friends for Cambogia and Tibet (2000)
La settima edizione del 6 giugno 2000 venne aperta dal discorso del Dalai Lama Tenzin Gyatso, nonostante le polemiche dell'ambasciatore cinese in Italia.
Il concerto, che raccolse oltre un milione di dollari per i bambini di Cambogia e Tibet, vide la partecipazione di George Michael, gli Eurythmics, gli Aqua, Enrique Iglesias e gli Skunk Anansie.
- Orchestra Sinfonica Italiana
- Direttore d'orchestra - Jose Molina
- George Michael, con cui Pavarotti ha interpretato Don't Let the Sun Go Down on Me
- Eurythmics, con cui Pavarotti ha interpretato There Must Be an Angel (Playing with My Heart)
- Biagio Antonacci, con cui Pavarotti ha interpretato Se è vero che ci sei
- Irene Grandi, con cui Pavarotti ha interpretato Guarda che luna
- Skunk Anansie, con cui Pavarotti ha interpretato You'll Follow Me Down
- Enrique Iglesias, con cui Pavarotti ha interpretato Cielito lindo (canzone messicana di Quirino Mendoza y Cortes, 1882)
- Tracy Chapman, con cui Pavarotti ha interpretato Baby can I hold you tonight
- Caetano Veloso, con cui Pavarotti ha interpretato Manhã de Carnaval
- Aqua, con cui Pavarotti ha interpretato Funiculì funiculà
- Savage Garden, con cui Pavarotti ha interpretato 'O sole mio
- Zucchero Fornaciari, che ha eseguito A Wonderful World e Everybody's Talkin
- Mónica Naranjo, con cui Pavarotti ha interpretato Agnus Dei
- Aqua, con cui Pavarotti ha interpretato Around The World
- Savage Garden, con cui Pavarotti ha interpretato I Knew I Loved You
- George Michael, con cui Pavarotti ha interpretato Brother, Can You Spare A Dime?
- Skunk Anansie, con cui Pavarotti ha interpretato Tracy's Flaw
- Caetano Veloso, con cui Pavarotti ha interpretato Desde Que O Samba E Samba
- Tracy Chapman, con cui Pavarotti ha interpretato Telling Stories
- Eurythmics, con cui Pavarotti ha interpretato I Saved the World Today
- Enrique Iglesias, con cui Pavarotti ha interpretato Be with You
- Ars Canto G.Verdi di Parma and Cambodian and Tibetan Children's Choir
- Alla fine del concerto, hanno cantato tutti insieme All You Need Is Love

### Pavarotti & Friends for Afghanistan (2001)
L'ottava edizione del concerto, tenuta il 29 maggio 2001, raccolse 3,3 milioni di dollari in favore dei progetti dell'Alto commissariato delle Nazioni Unite per i rifugiati per i rifugiati dell'Afghanistan.
Durante il concerto, a cui assistettero Michael Douglas, Catherine Zeta-Jones e Donatella Versace, si esibirono Tom Jones, Barry White, George Benson, Anastacia, i Deep Purple, le Bond e i Morcheeba.
- Barry White, con cui Pavarotti ha interpretato You're the First, the Last, My Everything
- Anastacia, con cui Pavarotti ha interpretato I ask of you
- Ian Gillan, con cui Pavarotti ha interpretato Nessun dorma
- Tom Jones, con cui Pavarotti ha interpretato Delilah
- Fiorella Mannoia, con cui Pavarotti ha interpretato Caruso, con il quartetto d'archi femminile Bond
- Patty Pravo, con cui Pavarotti ha interpretato Pazza idea
- Morcheeba, con cui Pavarotti ha interpretato That's amore
- Jarabe de Palo, con cui Pavarotti ha interpretato Guantanamera
- Celia Cruz, con cui Pavarotti ha interpretato Guantanamera
- George Benson, con cui Pavarotti ha interpretato Greatest Love of All
- Anastacia - Cowboys & Kisses
- Barry White - Let the Music Play
- Morcheeba - Rome Wasn't Built in a Day
- Tom Jones - Sex Bomb
- Jarabe de Palo - La flaca
- Deep Purple - Smoke on the Water
- Al termine della serata è stata eseguita una versione corale di With a Little Help from My Friends

### Pavarotti & Friends for Angola (2002)
La nona edizione fu organizzata il 28 maggio 2002 per raccogliere denaro da destinare ai rifugiati dell'Angola nell'ambito dei programmi dell'Alto commissariato delle Nazioni Unite per i rifugiati
Tra gli altri, si esibirono Andrea Bocelli, James Brown, Elisa, Grace Jones, Gino Paoli, Sting e Lou Reed.
- Elisa, con cui Pavarotti ha interpretato Voglio vivere così
- Lou Reed, con cui Pavarotti ha interpretato Perfect day
- James Brown, con cui Pavarotti ha interpretato It's a Man's Man's Man's World
- Sting, con cui Pavarotti ha interpretato When We Dance
- Gino Paoli, con cui Pavarotti ha interpretato Il cielo in una stanza
- Raf, con cui Pavarotti ha interpretato Cosa resterà degli anni '80
- Zucchero Fornaciari, con cui Pavarotti ha interpretato Miserere insieme ad Andrea Bocelli
- Andrea Bocelli, con cui Pavarotti ha interpretato Miserere, My Way, Parlami d'amore Mariù e 'O surdato 'nnammurato
- Elisa, con cui Zucchero Fornaciari ha interpretato Luce (tramonti a nord est)
- Grace Jones, con cui Pavarotti ha interpretato Pourquoi me reveillet
- Augusto Enriquez & su mambo band, con cui Pavarotti ha interpretato Chitarra romana

### Pavarotti & Friends for SOS Iraq (2003), regia di Duccio Forzano
La decima ed ultima edizione del Pavarotti & Friends si tenne il 27 maggio 2003 in favore dei programmi dell'Alto commissariato delle Nazioni Unite per i rifugiati: vennero raccolti oltre due milioni di euro in sostegno ai rifugiati iracheni in Iran.
Al concerto si esibirono Bono, Brian May, Eric Clapton, i Deep Purple, Laura Pausini, Queen, Ricky Martin, Andrea Bocelli, Lionel Richie, Liza Minnelli, Zucchero Fornaciari e Maná.
- Bono, con cui Pavarotti ha interpretato Ave Maria e Miserere con Zucchero Fornaciari al pianoforte
- Eric Clapton, con cui Pavarotti ha interpretato Holy mother
- Deep Purple, con cui Pavarotti ha interpretato Nessun dorma
- Queen, con cui Pavarotti ha interpretato Too Much Love Will Kill You
- Ricky Martin, con cui Pavarotti ha interpretato Mamma
- Laura Pausini, con cui Pavarotti ha interpretato Tu che m'hai preso il cuor
- Zucchero Fornaciari, con cui Pavarotti ha interpretato Così celeste
- Lionel Richie, con cui Pavarotti ha interpretato The magic of love
- Liza Minnelli, con cui Pavarotti avrebbe dovuto interpretare Theme from New York, New York ma ciò non successe perché Liza si infortunò il giorno prima del concerto. Apparve in diretta dall'ospedale in video cantando un pezzo di Cabaret a cappella
- Ricky Martin - Vento
- Maná - Corazon Espinado e con i quali Zucchero Fornaciari ha interpretato Eres mi religion
- Deep purple - Smoke on the water
- Queen - We Will Rock You, Radio Ga Ga e con i quali Zucchero Fornaciari ha eseguito We Are the Champions
- Bono - One
- Alla fine del concerto, hanno cantato tutti insieme Libiamo, con la partecipazione di Andrea Bocelli.